# 高田城 (陸奥国)
高田城（たかだじょう）は、青森県青森市大字高田字日野にあった日本の城（平山城）。

## 概要
高田集落の北東に位置する館で、宅地化されているため遺構は少ない。

## 歴史
建築時期は不明である。戦国時代には土岐則基の居城であった。則基は高田村、荒川村を領して、800石で南部氏に仕え、津軽関門の守備を担っていた。天正6(1578)年、大浦為信が浪岡城を攻略、則基と嫡男の則重が戦死した。次男則忠・三男則吉は南部高信次男政信の娘を奉じ、三戸に逃亡し、則忠は三十石を賜った。それにより、廃城となったと思われる。土岐氏は、慶長年間に政信の娘が、七戸城主七戸直時に嫁ぐと、付き人として、直時に仕えて、二十三石切米五駄を賜った。後に直時の命で「高田」に改姓すると、七戸城番頭筆頭四家の一つとして栄えた。